# Pedro Coronado Arrascue
Pedro S. Coronado Arrascue (Chota, Cajamarca, 18 de septiembre de 1917-Lima, 14 de octubre de 1963) fue un educador peruano especializado en ciencias biológicas. Autor de libros escolares muy difundidos sobre Biología; fue también pionero en la defensa de la conservación de la naturaleza. En su memoria, un colegio de educación secundaria y primaria del Cercado de Lima lleva su nombre.

## Biografía
Fue hijo de Pedro A. Coronado Díaz y Amalia Arrascue. Cursó sus estudios escolares en su ciudad natal: la primaria en el Centro Escolar N° 61 y la secundaria en el Colegio Nacional San Juan, donde fue un alumno distinguido.
Se trasladó a Lima e ingresó a la Universidad Nacional Mayor de San Marcos (1936). Se graduó de bachiller en Ciencias Biológicas en 1949, Profesor de Segunda Enseñanza en 1951 y doctor en Educación en 1954.
Al mismo tiempo, ejerció la docencia en el Colegio Nacional San Juan de Chota (1939-1940), en diversos colegios particulares (1941-1943), en el Colegio Nacional Ricardo Palma (1944-1945) y en el Colegio Nacional Nuestra Señora de Guadalupe (1946-1963). Fue también jefe de prácticas en la cátedra de Botánica de la Facultad de Ciencias (1942-1949) dirigida entonces por Augusto Weberbauer, a cuya muerte pasó a reemplazarlo como catedrático en 1950. Asumió también la enseñanza de la Metodología de las Ciencias Biológicas en la Facultad de Educación (1951-1963).
Viajó a los Estados Unidos donde realizó observaciones sobre la enseñanza de las Ciencias Biológicas (1952-1953). De regreso, asumió la dirección de estudios (1954-1956) y la dirección general del Colegio Guadalupe (1959-1963), en reemplazo de Francisco Cadenillas Gálvez, donde puso en práctica sus observaciones ampliando su Museo de Historia Natural.
En 1961 fue premiado con las Palmas Magisteriales, siendo promovido póstumamente a la clase de Amauta en 1963, máximo grado creado entonces para premiar a todos aquellos educadores que sobresalieran sobrepasando los límites del deber.
También fue autor de artículos de su especialidad, aparecidos en el diario La Prensa (1954-1955).

## Obras
Fue autor de numerosos textos de estudio, entre los que destacan:
- Botánica (1942 y 1956)
- Zoología (1955)
- El hombre: su anatomía, fisiología e higiene (1957 y 1963)
- Ciencias de la naturaleza (1958)
- Ciencias biológicas (1958 y 1963)